# 赫德峰
72°10′S 166°11′E / 72.167°S 166.183°E
赫德峰（英語：Head Peak）是南極洲的山峰，位於維多利亞地，處於勒庫特峰以東6公里，屬於米倫山脈的一部分，由新西蘭探險隊命名，現時由南極條約體系管理。